# Leslie Boseto
The Honourable Reverend Sir Leslie Tanaboe Boseto, KBE, CMG (* 17. April 1933 in Boeboe, Choiseul) ist ein Geistlicher der United Church in the Solomon Islands und Politiker der Salomonen, der unter anderem zwischen 1986 und 1991 Präsident der Pazifischen Kirchenkonferenz sowie anschließend von 1991 bis 1998 einer der Präsidenten des Ökumenischen Rates der Kirchen war. Er war zwischen 1997 und 2010 Mitglied des Nationalparlaments und mehrmals Minister.

## Leben
Leslie Tanaboe Boseto studierte Theologie überwiegend in Neuseeland und wurde nach einigen Jahren als Katechet 1966 in der methodistischen Kirche auf den Salomonen ordiniert. Nach deren Fusion mit der aus der Missionsarbeit der London Missionary Society hervorgegangenen Papua Ekelesia zur United Church of Papua New Guinea and the Solomon Islands 1968 wurde er 1969 als Bischof für die Salomonen eingeführt. Als solcher amtierte er bis 1974. 1972 wurde er zusätzlich als erster indigener Moderator seiner Kirche. Er ist seit 1981 Ehrenpräsident der Landkonferenz von Lauru, der traditionelle Name der Insel Choiseul. Für seine Verdienste in der Religionsgemeinschaft wurde er am 11. Juni 1983 zum Companion des Order of St Michael and St George (CMG) ernannt. 1986 wurde er Präsident der Pazifischen Kirchenkonferenz (Pacific Conference of Churches) und bekleidete dieses Amt bis 1991. Daraufhin fungierte er von 1991 bis 1998 als einer der Präsidenten des Ökumenischen Rates der Kirchen (World Council of Churches).
Am 6. August 1997 wurde Boseto erstmals zum Mitglied des Nationalparlaments gewählt und vertrat in diesem nach seinen Wiederwahlen am 5. Dezember 2001 und 5. April 2006 bis zum 4. August 2010 den Wahlkreis South Choiseul Constituency.
Im Kabinett von Premierminister Bartholomew Ulufa'alu war er zwischen August 1997 und Februar 2000 zunächst Minister für Inneres und Kultur (Minister for Home and Cultural Affairs) sowie nach einer Kabinettsumbildung von Februar bis Juni 2000 Minister für Land und Wohnungsbau (Minister for Lands and Housing). Nach seinem Ausscheiden aus der Regierung war er unter anderem zwischen 2001 und Dezember 2005 Mitglied des Ausschusses zur Überprüfung der Verfassung (Constitution Review Committee). Im April 2006 übernahm er im Kabinett von Premierminister Snyder Rini das Amt als Minister für Land und Vermessung (Minister for Lands and Survey) und bekleidete dieses Ministeramt vom 4. Mai 2006 bis zum 21. Dezember 2007 auch im zweiten Kabinett von Premierminister Manasseh Sogavare. Nach seinem neuerlichen Ausscheiden aus der Regierung war er zuletzt im Nationalparlament bis August 2010 Vorsitzender des Sonderausschusses für Immunitäten, Vorrechte und Befugnisse (Special Select Committee on Immunities, Privileges and Powers of Parliament).
Für seine Verdienste um die Kirche, ländliche und gemeindeliche Entwicklung wurde Leslie Boseto am 29. Dezember 2018 als Knight Commander des Order of the British Empire (KBE) nobilitiert, wodurch er fortan den Namenszusatz „Sir“ führte.